# Civilizația heladică
Heladic este un termen arheologic modern care reprezintă o perioadǎ caracteristică culturii Greciei continentale în Epoca Bronzului din Antichitate. Civilizația și cultura heladică sunt cele mai timpurii tipuri de civilizație și cultura din Grecia Antică.

## Periodizare

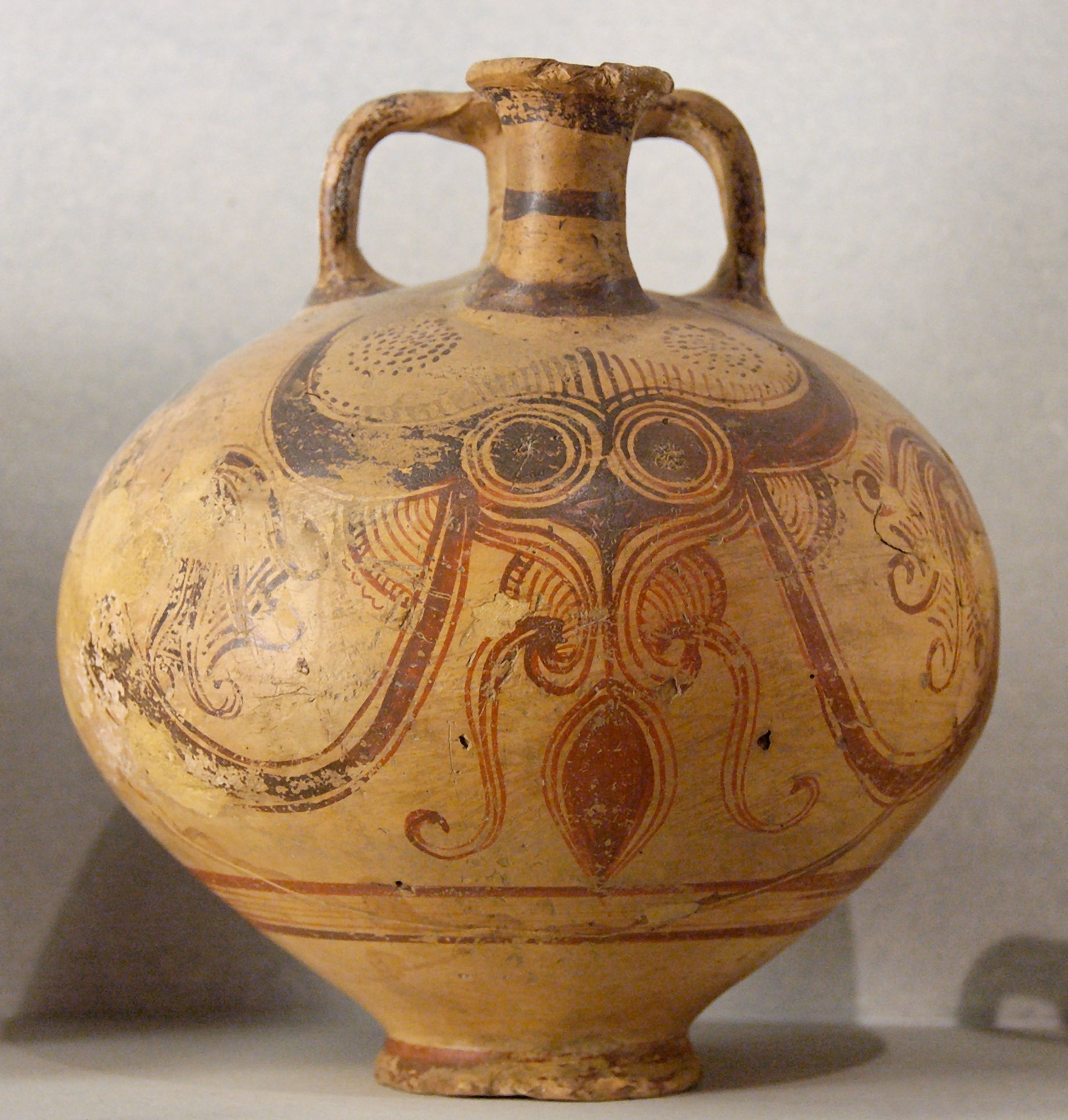
Vas ceramic cu o caracatita decorativa, provenita din Rhodos, ce dateaza din Heladicul Tarziu III, ca. 1200–1100 i.en.

Perioada Heladicǎ a fost împărțită în trei etape: cea veche, cea mijlocie și cea târzie. Cea veche și cea târzie au fost la rândul lor subdivizate în conformitate cu descoperirile arheologice din diferite nivele . 
| Perioada             | Data      |
| -------------------- | --------- |
| Heladicul Vechi      | 2800–2500 |
| Heladicul Vechi II   | 2500–2300 |
| Heladicul Vechi III  | 2300–2100 |
| Heladicul Mijlociu   | 2100–1550 |
| Heladicul Târziu I   | 1550–1500 |
| Heladicul Târziu II  | 1500–1400 |
| Heladicul Târziu III | 1400–1060 |

## Heladicul Vechi (HV)
Heladicul Vechi sau Timpuriu a  început în anii 3000 î.en.. Un număr de triburi nomade indo-europene au ales să se stabilească în centrul și sudul Greciei, în Boeotia și Argolid  , Pefkakia, Teba ,  Tirint  sau  pe insulele de coastă, cum ar fi  Aegina Kolonna  și  Eubeea.
Practicau agricultura și creșterea animalelor, au introdus plugul,  produceau obiectele de  ceramicǎ utilizând roata olarului și tehnici specifice epocii bronzului, dezvoltate în Anatolia și preluate prin contacte culturale.     
Locuiau în adǎposturi  numite "megaronuri" și locuințe cu două etaje formate din două sau mai multe camere  flancate de coridoare înguste pe părțile laterale(unele dintre aceste coridoare dețineau scări, altele  erau folosite pentru depozitare.  . Au dezvoltat metalurgia în bronz , au construit fortificații și clǎdiri cu arhitectura monumentalǎ   
Au fost clǎdite locuințele de tip apsidal și au fost introduse ancorele de teracotǎ ,  topoarele-ciocan , tumulii rituali  și morminte intramurale. 
Schimbările climatice par , de asemenea, să fi contribuit la transformările culturale semnificative care au avut loc în Grecia între perioada HV II și perioada VH III ( ca. 2200 . i.en. ) 

## Heladicul Mijlociu (HM)
Un număr de orașe-state au început să se cristalizeze și se disting primele forme de  palate. Comerțul maritim a imbogățit  orașele-state, iar așezările de coastă, bazate pe pescuit, au  înflorit. Mențineau legǎturi comerciale cu  civilizația   minoicǎ în sud, iar influența  acesteia a condus la dezvoltarea ordinii sociale în Grecia continentalǎ. 
Societatea lor era   militaristă și liderii lor erau dictatori militari.

## Heladicul Târziu (HT)
În jurul anului 1600 î.Hr.  centrele urbane heladice au început să prospere și grecii au trǎit prima lor perioadă  de creativitate culturală; satele s-au transformat în orașe, arta a înflorit , iar agricultura a devenit mai  eficientǎ . Puterea deținută de aceste noi orașe au început să se facă simțite în jurul Mării Egee, prin comerț, dar mai ales prin invazii . Fostul aliat minoic a fost probabil o victimă a imperialismului lor.  
Declinul civilizației heladice a survenit în urma unui colaps economic, posibil cauzat de invaziile micenienilor. Diminuarea comerțului maritim a fost cel mai probabil motivul pentru declinul  civilizatiei heladice. Nu pare să fi fost  lupte interne .  
Civilizatia Heladicǎ, începând din 1550 î.en., a fost dominatǎ de Micene. Bogata culturǎ și tradițiile din această perioadă au stat la baza legendelor grecești clasice.

Dupǎ 1100 î.en., civilizațiile antice grecești au dispărut, marcând începutul Evului Întunecat al Greciei . 